# Herczeg Nándor
Herczeg Nándor (Budapest, 1970. május 15.–) magyar festő.

## Tanulmányai
1989-től 1996-ig a Magyar Képzőművészeti Főiskola, festő szakán végzett. 1996-ban posztgraduális képzés.

## Egyéni kiállításai
- 1995 • Stúdió Galéria, Budapest
- 1997 • Csendesek a hajnalok (Fejérvári Zsolttal), Kortárs Művészeti Intézet, Dunaújváros • Játékterek (Erdélyi Gáborral), Goethe Intézet, Budapest
- 1999 • Éri Galéria

## Díjai, elismerései
- 1989: Domanovszky-díj
- 1995: Herman Lipót-díj
- 1997: Barcsay Jenő Alapítvány díja
- 1998: Derkovits-ösztöndíj